# Ünyespor
Ünyespor is een voetbalclub opgericht in 1957 te Ünye, een district van de provincie Ordu, Turkije. Ünyespor werd in 1957 opgericht als Ünye Gençlerbirliği Spor Kulübü. In 1985 werd de naam gewijzigd in Ünyespor Kulübü. De clubkleuren zijn groen en wit. De thuisbasis van de club is het Ünye Şehirstadion.

## Gespeelde divisies
- 2e Divisie: 1987-1988, 1990-1994, 1996-1997
- 3e Divisie: 1984-1987, 1988-1990, 1994-1996, 1997-2001, 2004-2007
- 4e Divisie: 2001-2004, 2007-